# Belentsi
Belentsi (bulgariska: Беленци) är ett distrikt i Bulgarien.   Det ligger i kommunen Obsjtina Lukovit och regionen Lovetj, i den centrala delen av landet, 80 kilometer nordost om huvudstaden Sofia.
Trakten runt Belentsi består till största delen av jordbruksmark. Runt Belentsi är det ganska glesbefolkat, med 34 invånare per kvadratkilometer.